# جون الكسندر
جون الكسندر (بالإنجليزية: John White Alexander)‏ (و. 1856 – 1918 م) هو رسام توضيحي، ورسام، من الولايات المتحدة الأمريكية، ولد في بيتسبرغ، وكان عضوًا في الأكاديمية الأمريكية للفنون والآداب، توفي في نيويورك، عن عمر يناهز 62 عاماً.

## أعمال بارزة
من أهم أعماله:
- Miss Dorothy Quincy Roosevelt (later Mrs. Langdon Geer).

## معرض صور

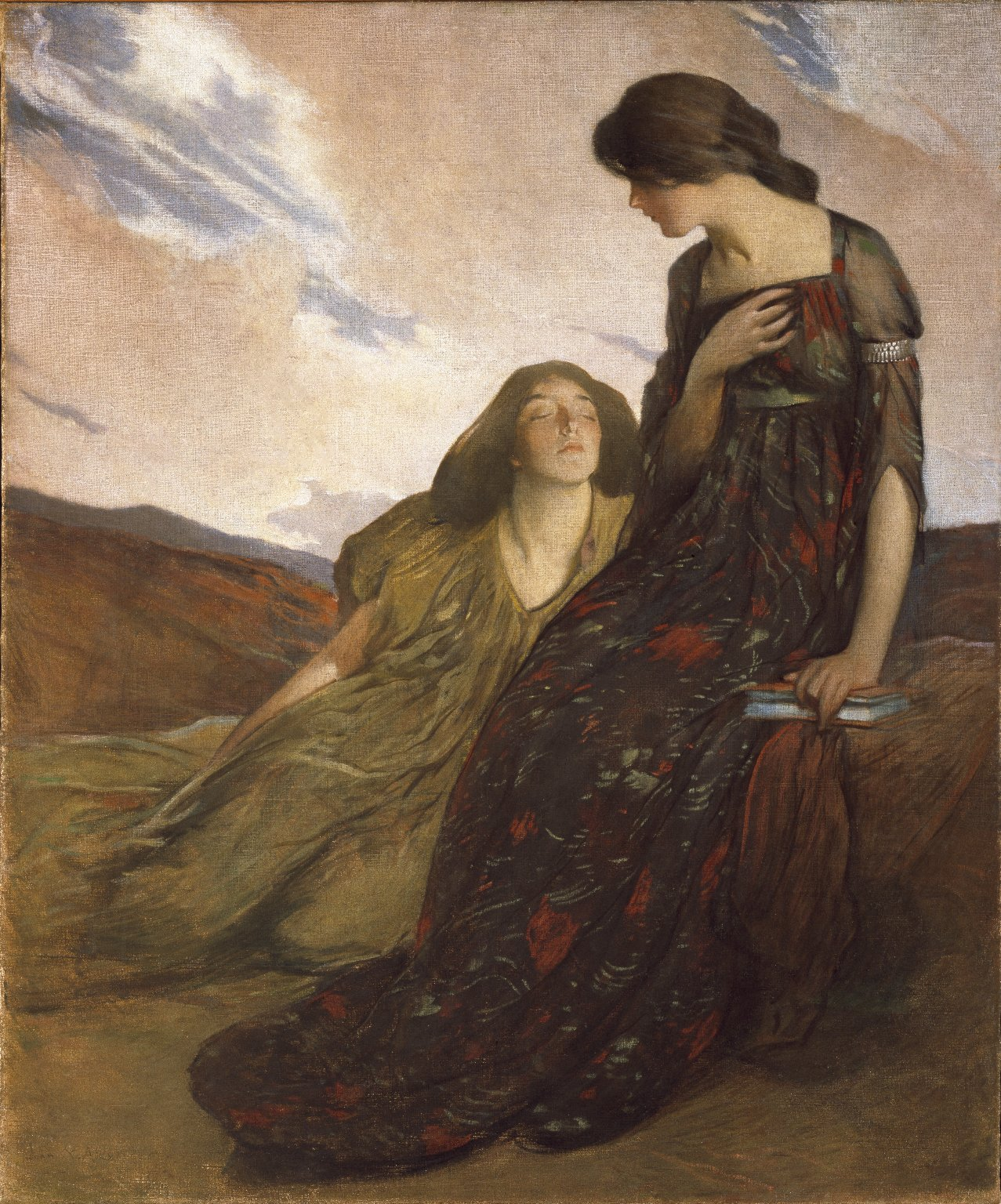
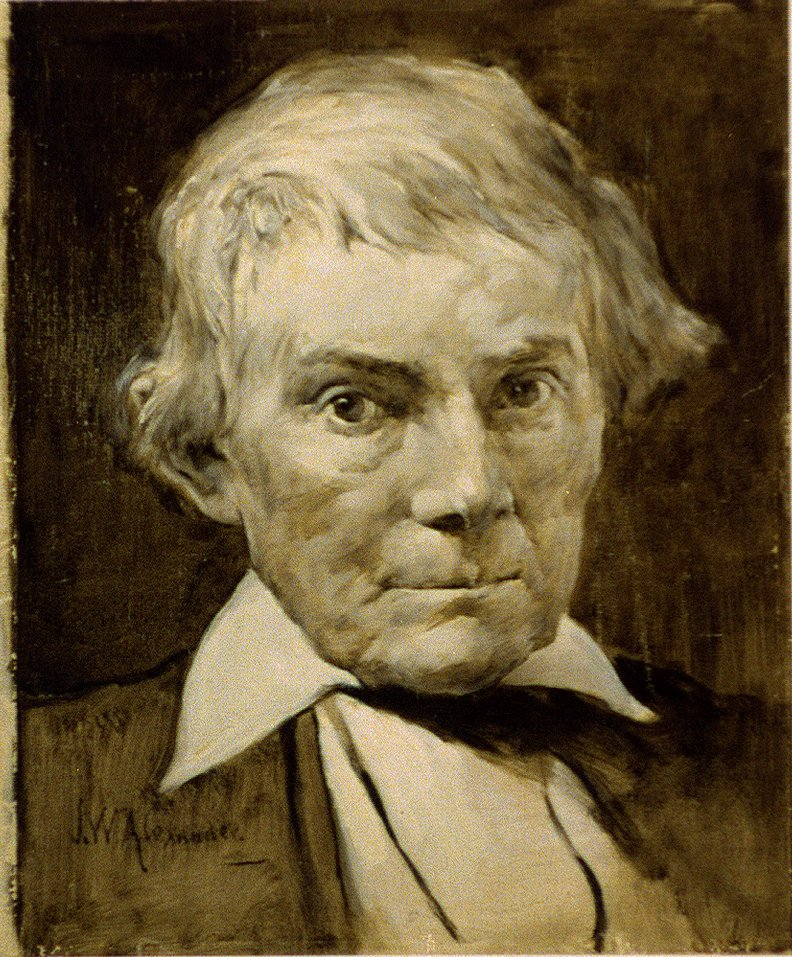
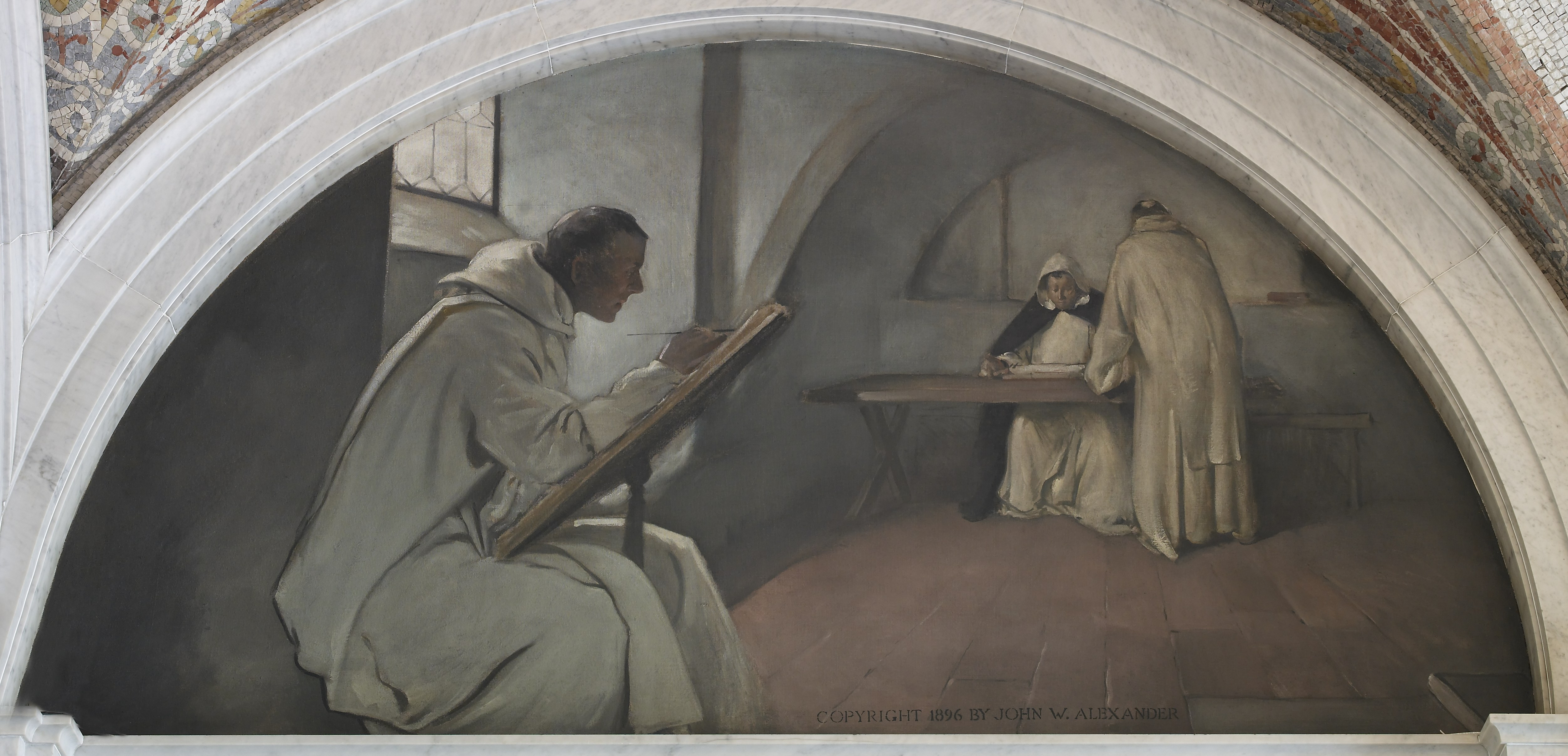

## جوائز
حصل على جوائز منها:
- وسام جوقة الشرف.

## روابط خارجية
- جون الكسندر على موقع الموسوعة البريطانية (الإنجليزية)
- جون الكسندر على موقع ديسكوغز (الإنجليزية)